# Foudia omissa
El fodi forestal (Foudia omissa) es una especie de ave paseriforme de la familia Ploceidae endémica de Madagascar.

## Hábitat y estado de conservación
Su hábitat natural son los bosques tropicales o subtropicales secos de tierras bajas.
Se extiende a lo largo de una región muy amplia y, a pesar de que la población parece estar reduciéndose, la disminución no se considera lo suficientemente rápida como para acercarse a los umbrales de vulnerabilidad. Por ello el fodi forestal se evalúa como especie bajo preocupación menor en la lista roja de especies amenazadas de la UICN.